# Scone Palace

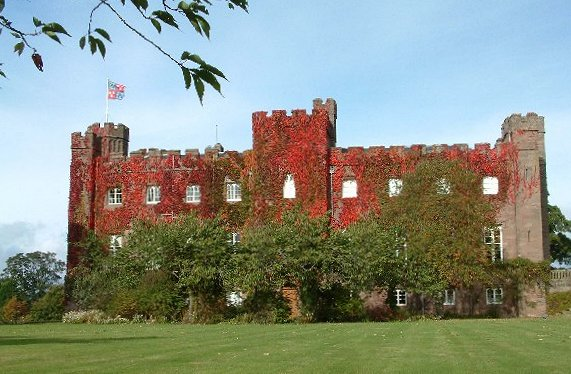
Scone Palace

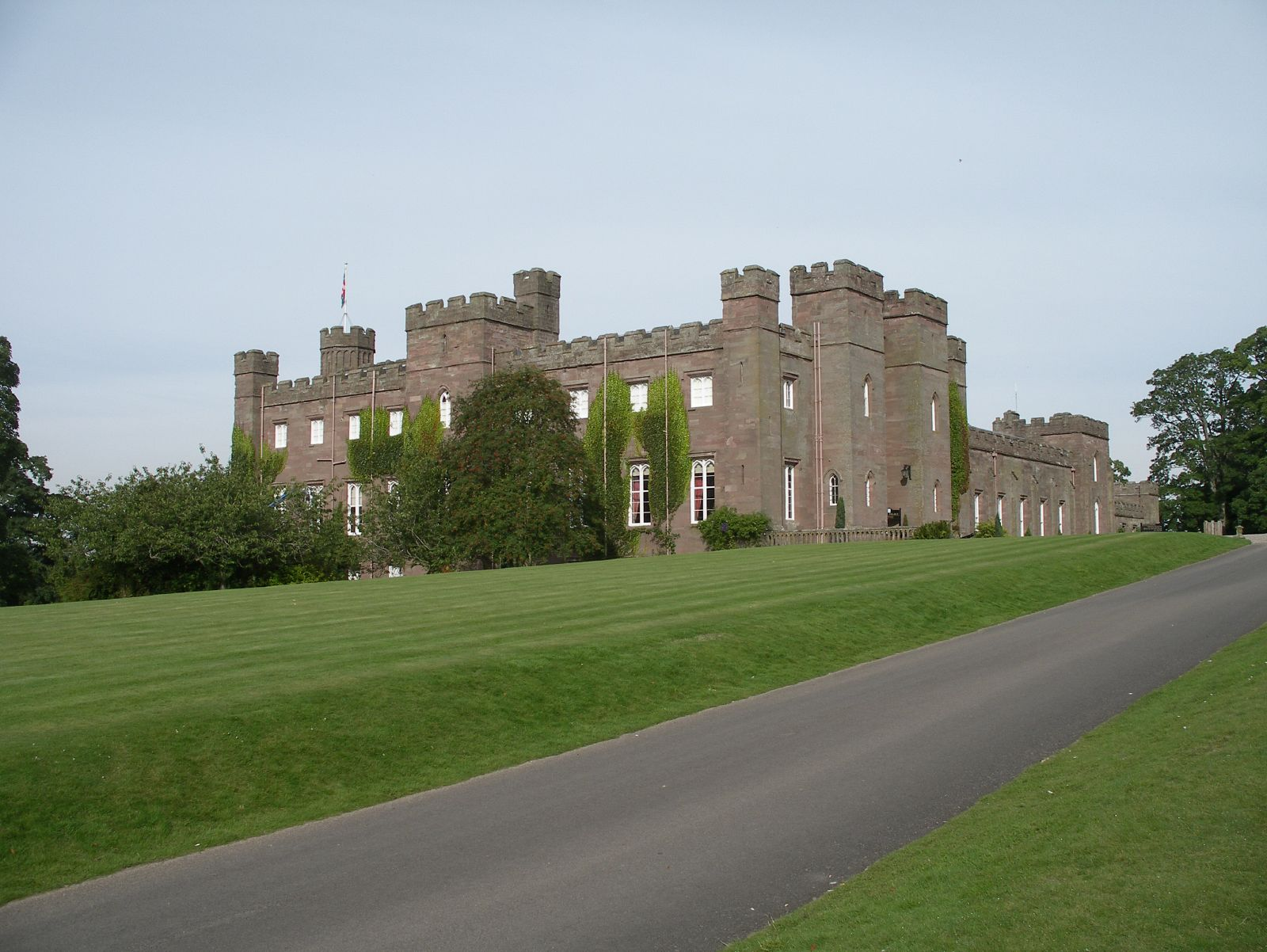
Scone Palace

Scone Palace (ausgesprochen: skuːn) ist ein schottisches Schloss in der Nähe der Stadt Perth.

## Historische Bedeutung der Lage
Auf dem Moot Hill, der Name leitet sich vom gälischen Tom-a-mhoid ab, wurde der Stein von Scone aufbewahrt, auf dem die Könige Schottlands gekrönt wurden. Auch als König Edward I. 1296 den Stein an sich nahm und in der Westminster Abbey in den eigenen Königsthron einarbeiten ließ, stand hier der schottische Krönungsthron.

## Geschichte
Um das Jahr 1120 wurde an der Stelle des heutigen Palastes das erste schottische Augustinerkloster Scone Abbey gegründet. Der Palast des Abtes war häufig auch Unterkunft der schottischen Königsfamilie. 1210 gründete Wilhelm der Löwe in der Nähe von Scone ein königliches Dorf an der Stelle, wo heute die Stadt Perth steht. Am 27. Juni 1559 plünderten fanatische John-Knox-Anhänger das Kloster. 1808 wurde unter der Leitung von William Atkinson für die Earls of Mansfield das heutige Schloss erbaut.

## Aufbau
Scone Palace ist ein typisches britisches Schloss. Ein großer Mittelturm markiert das Zentrum. Rechts und links des Turmes schließen sich niedrigere Flügel an. Schmalere Ecktürme verzieren die Enden. Ein Zinnenkranz verziert die Ränder. Das Schloss hat drei Etagen. Die Innenräume sind reich mit Stuckwerk oder Holzelementen verziert. Innenräume und Außenfassaden sind im neogotischen Stil gehalten.

## Persönlichkeiten
- William Murray, 1. Earl of Mansfield (1705–1793), Barrister, Politiker und Richter